# Mary Lloyd (sculptrice)
Pour les articles homonymes, voir Lloyd.
Mary Charlotte Lloyd (23 janvier 1819-13 octobre 1896) est une sculptrice galloise, aussi connue comme la compagne de la militante féministe Frances Power Cobbe.

## Biographie
Mary Lloyd naît à Denbighshire, au Pays de Galles.

### Carrière artistique
Elle commence par étudier et travailler avec l'artiste française Rosa Bonheur. En 1853, elle travaille aussi dans l'atelier du sculpteur John Gibson à Rome, auprès de la sculptrice américaine Harriet Hosmer.

### Militantisme
Mary Lloyd rencontre Frances Power Cobbe à l'hiver 1861, à Rome. Les deux femmes tissent un réseau de femmes italiennes partageant les mêmes idées féministes qu'elles.
En 1858, Mary Lloyd hérite d'une part du domaine foncier gallois de Hengwrt. Cela lui permet de se considérer propriétaire foncière lors de la signature de pétitions en faveur du suffrage des femmes, et de jouir de certains droits politiques locaux. Mary Lloyd et Frances Power Cobbe s'installent d'abord à Londres en 1863, puis se retirent à Hengwrt en avril 1884.

## Reconnaissance
Mary Lloyd décède en 1896 d'une maladie cardiaque, elle est enterrée avec sa compagne au cimetière de l'église Saint-Illtud de Llanelltyd.
Mary Lloyd est la narratrice fictive de The Fox on the Line, une histoire d'Emma Donoghue datée de 2002, sur sa relation avec Frances Power Cobbe,.

## Vie privée
Mary Lloyd est la huitième enfant d'une fratrie de dix-sept et première de six filles. Son père, Edward Lloyd de Rhagatt, est écuyer dans de nombreux comtés, possédant 4 300 acres de terre.